# Ligue lombarde
Pour les articles homonymes, voir Ligue et Ligue lombarde (homonymie).
Les Ligues lombardes étaient des alliances militaires actives aux XIIe et XIIIe siècles. Fondées par les cités du Nord de l'Italie, principalement de Lombardie, ces ligues visaient à contrecarrer les ambitions hégémoniques des empereurs germaniques. Cette dénomination fut reprise en 1984 par un nouveau parti indépendantiste politique italien.

## Ligues historiques

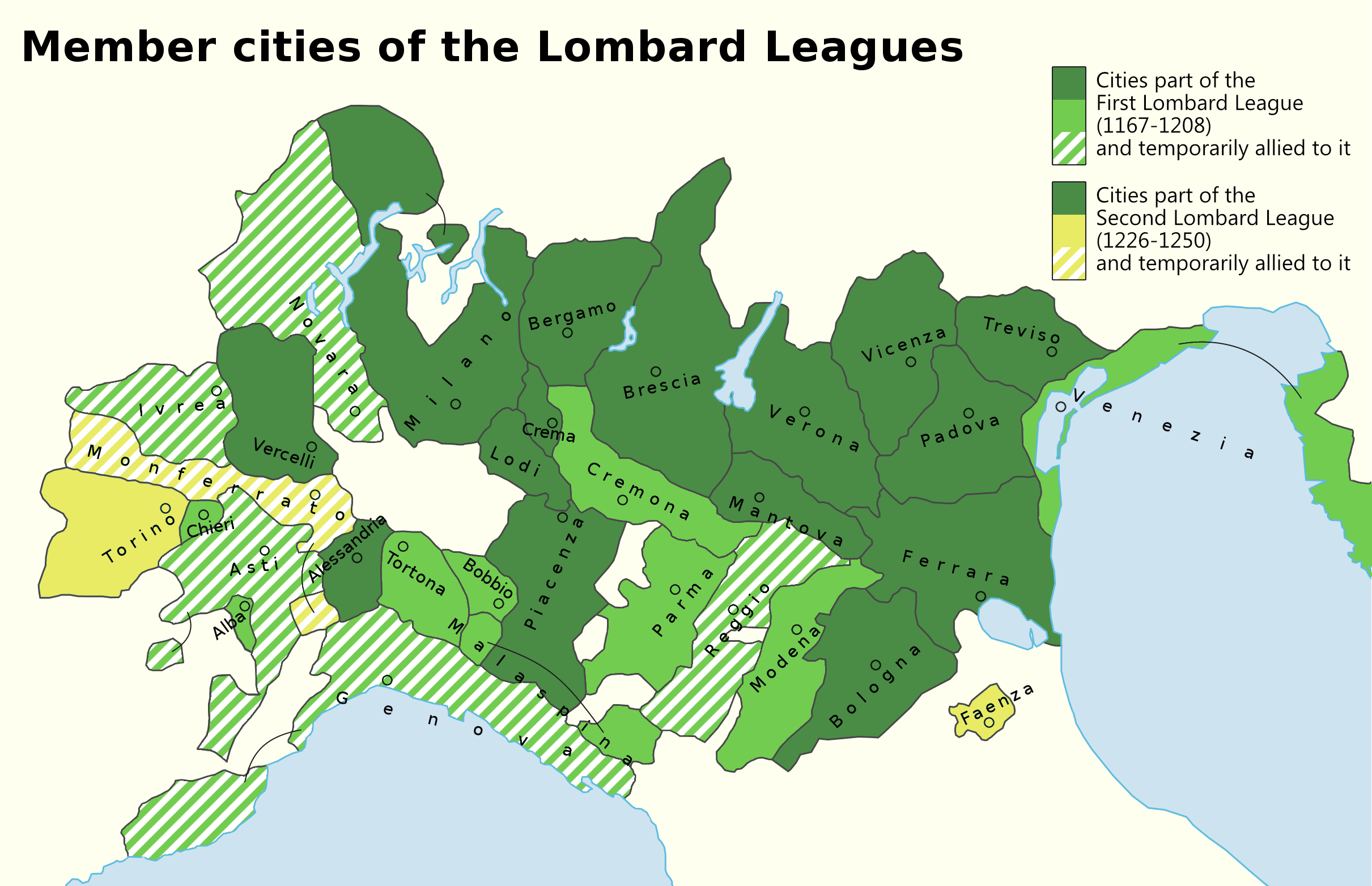
Représentation des participations aux deux ligues lombardes aux XII et XIII

Crémone, Mantoue, Bergame et Brescia formèrent la première ligue lombarde en mars 1167, puis s'y joignirent Parme, Padoue, Milan, Vérone, Plaisance et Bologne. La ligue emporta la victoire de Legnano face à l'Empereur Frédéric Ier Barberousse en 1176. Frédéric Ier fut contraint de signer la paix de Venise en 1177 et les villes lombardes obtinrent la reconnaissance de leurs libertés tout en acceptant la souveraineté impériale par la paix de Constance.

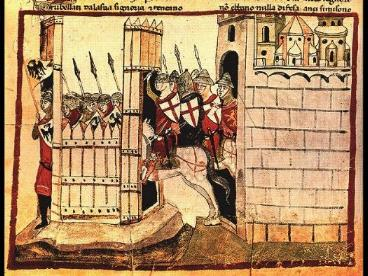
Charge de la cavalerie de Parme contre les troupes de Frédéric II

La seconde ligue formée en 1226 pour combattre l'Empereur Frédéric II, petit-fils de Barberousse, fut écrasée en 1237.

## Époque contemporaine
La ligue fut ressuscitée à Cortenuova, en 1984, sous la forme d'un parti politique régionaliste mené par Umberto Bossi et demandant la division de l'Italie en républiques fédérées. Son premier nom fut Lega Autonomista Lombarda (Ligue autonomiste lombarde), avant qu'elle ne soit rebaptisée Lega Lombarda en 1986. Rebaptisée Ligue du Nord en 1991, elle fit son lit des scandales politiques en Italie et fut portée au pouvoir lors des élections de mars 1994 en s'alliant à deux autres partis de droite.